# 教育の森公園

園内に置かれている彫刻

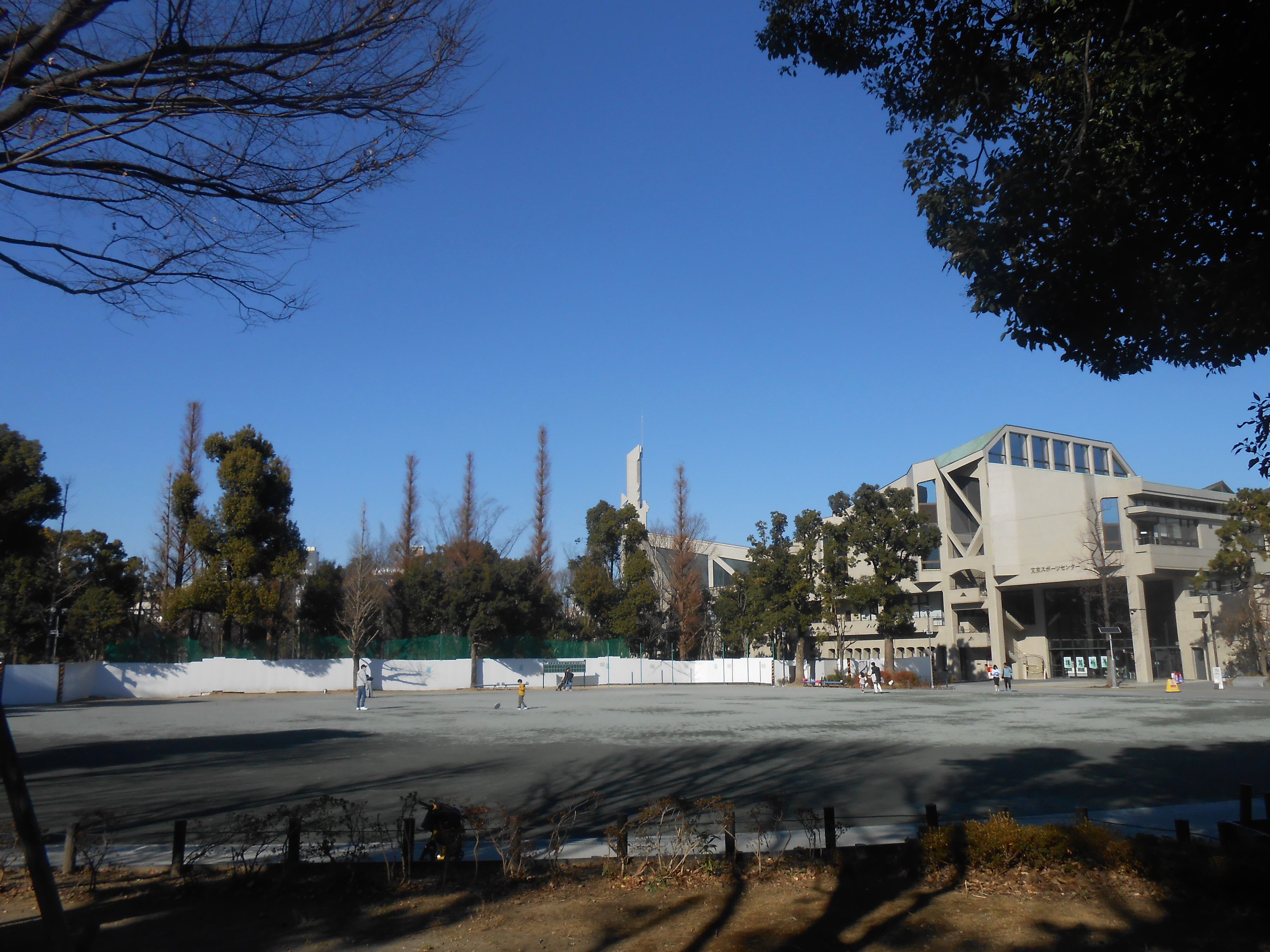
教育の森公園の運動場

教育の森公園（きょういくのもりこうえん）は、東京都文京区大塚にある文京区立の公園である。

## 概要
かつては当地は東京教育大学（現在の筑波大学）のキャンパスであったが、1978年（昭和53年）に筑波に移転したのを受け、跡地を文京区が国からの払い下げを受けて公園としたものである。

### 要目
- 面積 - 21171.43m2
- 開園時間 - 常時
- 利用料金 - 無料

## 歴史
江戸時代には、徳川光圀の弟・松平頼元が万治2年（1659年）にこの地に屋敷を構えた。頼元の子の松平頼貞が陸奥守山藩主（現在の福島県郡山市）や大学頭などの要職を歴任したことから、屋敷は6万2千坪になったという。屋敷の一部にある庭園は占春園と呼ばれ、江戸にある名園のひとつに数えられるとともに、特にホトトギスの名所として知られていた。占春園はその後の東京教育大学にも取り入れられたが、現在では教育の森公園に隣接してあり、その名残を見ることができる。
その後1903年（明治36年）には、それまで湯島にあった東京高等師範学校が当地に移転し、1949年の新制東京教育大学への改編を経て1978年（昭和53年）まで当地にあった。1978年、東京教育大学は筑波で開学した筑波大学に改編され閉学されたため、その旧校地の一部は公園として整備され、1986年に文京区立教育の森公園が誕生した。

### 沿革
- 1659年（万治2年） - 松平頼元の屋敷ができる。そのうちにある庭園が「占春園」となる。
- 1903年（明治36年） - それまで湯島にあった東京高等師範学校（後の東京教育大学）が当地に移転する。
- 1978年（昭和53年） - 東京教育大学が閉学する。
- 1986年（昭和61年）10月13日 - 大学跡地の一部に教育の森公園を設置する。

## 主な施設
- 自由広場
- じゃぶじゃぶ池
- 文京スポーツセンター
- 占春園

## サイクルポート
2017年1月頃、教育の森公園公共自転車駐輪場に東京・自転車シェアリングのサイクルポート「E3-02 教育の森公園」が設置された。この事業は、千代田区、中央区、港区、新宿区、文京区、江東区臨海部、渋谷区の各サイクルポートでも貸出、返却が可能。現在は、教育の森公園改修工事に伴い、サイクルポートの場所を、【平和の天使】像の横に移設された。

## 隣接施設
- 筑波大学東京キャンパス大塚地区
- 文京区立窪町東公園
- 文京スポーツセンター

## 交通
- 東京メトロ丸ノ内線 茗荷谷駅より徒歩3分。

## 参考資料
- 文京区役所内サイト
- 教育の森公園内設置掲示板